# Unai Emery
Unai Emery Etxegoien (Hondarribia, 3 de novembro de 1971) é um ex-futebolista espanhol e treinador. Atualmente comanda o Aston Villa.

## Treinador
Treinou o Lorca, Almería e Valencia onde permaneceu por quatro temporadas. Comandou entre maio e novembro de 2012 o Spartak Moscou. Em janeiro de 2013 passou a treinar o Sevilla. Sagrou-se tricampeão seguido da Liga Europa, deixando o clube em 12 de junho de 2016.
Em 28 de junho de 2016 foi contratado pelo Paris Saint-Germain para duas temporadas.
Em 23 de maio de 2018, o Arsenal confirmou a contratação de Unai Emery para suceder Arsene Wenger. O contrato será por duas temporadas. Em 29 de novembro de 2019, após uma série de resultados negativos, foi demitido do Arsenal.
Em 23 de julho de 2020, o Villarreal confirmou a contratação de Unai Emery para suceder Javier Calleja, com contratado válido por três temporadas. Em 26 de maio de 2021, sagrou-se campeão da Liga Europa pela quarta vez.

## Estatísticas
Estatísticas atualizadas em 22 de maio de 2023.
| Clube               | Jogos | Vitórias | Empates | Derrotas | Aproveitamento |
| ------------------- | ----- | -------- | ------- | -------- | -------------- |
| Lorca               | 70    | 34       | 16      | 20       | 48,6%          |
| Almería             | 84    | 39       | 20      | 25       | 46,4%          |
| Valencia            | 220   | 107      | 58      | 55       | 48,6%          |
| Spartak Moscou      | 26    | 12       | 4       | 10       | 46,2%          |
| Sevilla             | 205   | 106      | 43      | 56       | 51,7%          |
| Paris Saint-Germain | 114   | 87       | 15      | 12       | 76,3%          |
| Arsenal             | 78    | 43       | 16      | 19       | 59,7%          |
| Villarreal          | 129   | 65       | 34      | 30       | 50,4%          |
| Aston Villa         | 26    | 14       | 4       | 8        | 53,8%          |

## Títulos
Sevilla
- Liga Europa da UEFA: 2013–14, 2014–15 e 2015–16

Paris Saint-Germain
- Campeonato Francês: 2017–18
- Copa da França: 2016–17 e 2017–18
- Copa da Liga Francesa: 2016–17 e 2017–18
- Supercopa da França: 2016 e 2017

Villarreal
- Liga Europa da UEFA: 2020–21